# Nagycég
Nagycég (románul: Ţagu, németül: Groß-Zegendorf) település Romániában, Beszterce-Naszód megyében.

## Fekvése
Besztercétől 60 km-re délre, a megye délkeleti szegletében, Kiscég és Szénásbudatelke közt fekvő település.

## Története
1327-ben Cheeg néven említik először a források.
A középkorban római-katolikus lakossága volt, mely a reformáció idején felvette a református vallást, de a 17. századi háborús időszakok alatt számuk annyira megcsappant, hogy a település hívek hiányában filia lett, mely Nagysármáshoz tartozott. A 17. század folyamán román jobbágyok telepedtek le a faluban.
A trianoni békeszerződésig Kolozs vármegye Mezőörményesi járásához tartozott.

## Lakossága
1910-ben 666 lakosa volt, ebből 536 román, 96 magyar, 21 német és 13 cigány nemzetiségű volt.
2002-ben 692 lakosából 604 román, 72 cigány és 16 magyar volt.